# Watts Humphrey
Watts S. Humphrey, (Battle Creek, Míchigan, 4 de julio de 1927 - Sarasota, Florida, 28 de octubre de 2010), fue un conocido pensador estadounidense en el mundo de ingeniería de software, y a menudo fue llamado como el padre de la calidad de software.

## Biografía
Watts Humphrey recibió un grado de Física en la Universidad de Chicago, un máster de Ciencias Físicas en el Instituto de Tecnología de Illinois y un máster en Administración de Negocios en la Universidad de Chicago.
En los años 60, Humphrey lideró el equipo de software de IBM que introdujo la primera licencia de software. Humphrey fue también vicepresidente de la compañía IBM.
Humphrey era miembro de la junta directiva del Software Engineering Institute (SEI) y de la Association for Computing Machinery (2008). Recibió el doctorado honoris causa en Ingeniería de Software de la Embry-Riddle Aeronautical University. En 2003, Watts Humphrey fue galardonado con la Medalla Nacional de Tecnología. El Instituto de la Calidad de Software Watts Humphrey en Chennai, India fue nombrado en honor a él.

## Trabajo

### Software Engineering Institute
En los años 80, en el Software Engineering Institute (SEI) de la Universidad Carnegie Mellon, Humphrey fundó el Software Process Program, y sirvió como director de este programa desde 1986 hasta principios de los 90. Este programa tenía como objetivo entender y gestionar el proceso de ingeniería de software, porque era en éste en el que las organizaciones grandes y pequeñas encontraban las más serias dificultades, y donde estaban las mayores oportunidades de mejora.
El programa dio como resultado la creación del Modelo de Capacidad y Madurez, publicado en 1989 en el libro "Managing the Software Process" de Humphrey, que a su vez inspiró el desarrollo del Personal Software Process (PSP) y del Team Software Process (TSP). Su objetivo personal seguía siendo el de "mejorar la calidad y productividad en el desarrollo de software para aliviar la llamada Crisis de Software".
De manera póstuma, la IEEE y el Software Engineering Institute renombraron el anteriormente llamado Software Process Achievement Award en Watts S. Humphrey Software Process Achievement (SPA) Award, que reconoce a las organizaciones en el mundo que hayan implementado mejoras sobresalientes en la calidad del software y sus procesos.

## Publicaciones
Humphrey fue autor de varios libros, incluyendo:
- 2010. Reflections on Management: How to Manage Your Software Projects, Your Teams, Your Boss, and Yourself. Addison-Wesley, Reading, MA.
- 2006. TSP, Coaching Development Teams. Addison-Wesley, Reading, MA.
- 2006. TSP, Leading a Development Team. Addison-Wesley, Reading, MA.
- 2005. PSP, A Self-Improvement Process for Software Engineers. Addison-Wesley, Reading, MA.
- 2001. Winning with Software: An Executive Strategy. Addison-Wesley, Reading, MA.
- 1999. Introduction to the Team Software Process. Addison-Wesley, Reading, MA.
- 1997. Managing Technical People - Innovation, Teamwork and Software Process. Addison-Wesley, Reading, MA.
- 1995. A Discipline for Software Engineering. Addison-Wesley, Reading, MA.